# Abenteuer ohne Helden
Abenteuer ohne Helden (Histoire sans héros) ist ein 1975 erschienener frankobelgischer Comic von Dany und Van Hamme. 1997 erschien ein Nachfolgeband.

## Handlung
Nach einem Flugzeugabsturz im Dschungel des Amazonas im Jahr 1974 müssen die Überlebenden eine Lösung finden. Interne Konflikte haben weitere Todesopfer zur Folge und die Lage wird zunehmend dramatischer, da auch die Nahrungsmittel ausgehen. Mit Segeltuch versuchen sie in einer mehrtägigen Aktion einen Ballon zu bauen. Spontan opfert sich der Schauspieler James Gray um den vollbesetzten Ballon durch die Baumwipfel zu geleiten, während er alleine zurückbleiben muss. Acht Personen gelingt so die Flucht aus der Wildnis.

## Hintergrund
Jean Van Hamme trat mit einer Geschichte an Le Lombard heran, die von den Erlebnissen einer Gruppe Überlebender nach einem Flugzeugabsturz im Dschungel handelt. Dany zeichnete erstmals in einem realistischen Stil. Das 46 Seiten lange Abenteuer erschien in der belgischen und französischen Ausgabe von Tintin. Le Lombard gab das Album 1977 heraus. Im deutschen Sprachraum wurde die Episode von Becker & Knigge (als Abenteuer ohne Helden) und Carlsen (als Verloren im Dschungel) herausgegeben.
Eine Fortsetzung der Geschichte, ebenfalls von Dany und Van Hamme, erschien 1997 unter dem Titel 20 Jahre danach (Vingt ans après). Die französische Ausgabe erschien 1997 als 59-Seitiges Album bei Le Lombard. Kult Editionen veröffentlichte 1998 eine deutsche Ausgabe.